# Justa Goicoechea i Mayayo
Justa Goicoechea i Mayayo (Mallén, Saragossa, 4 de setembre de 1896 - l'Hospitalet de Llobregat, 23 de novembre de 1973) va ser una obrera i política catalana militant d'ERC i regidora municipal de l'Hospitalet de Llobregat.

## Biografia
Nascuda a Mallén, a la comarca del Campo de Borja de la província de Saragossa, era filla de Florentino Goicoechea, alcalde republicà radical del poble.
Per pressions dels cacics monarquics locals, la seva família va decidir emigrar a Catalunya, inicialment es van instal·lar a Mollet del Vallès i posteriorment a van traslladar-se a Barcelona. Arribaren a la zona de la Mare de Déu del Port de Barcelona el 1908, on el seu pare treballava de pesador a la pedrera del Clot de Can Tunis, a Montjuïc.
De formació autodidacta, només va poder assistir a l'escola del seu poble fins als 12 anys, i hi va aprendre a llegir i escriure en català.
El 1915 va començar a treballar a la fàbrica textil el Prat Vermell, sector al qual es dedicaria fins a la jubilació tot i que sempre el va simultaniejar amb la seva militància i compromís polítics.
Es va casar el 1918 amb Jaume Puerto a la parròquia de Santa,  Maria de Sants, barri on van fixar la residència familiar, al carrer de Sant Crist.
El mateix 1918 va començar a treballar a Can Pareto, fàbrica del barri de Santa Eulàlia de l'Hospitalet, on desenvolupà bona part de la seva vida laboral i personal. Aviat fou cap de la secció de dones i destacà en la seva militància política.
El 1919 va néixer la seva única filla Mercè, però ella va seguir treballant i va passar a residir al barri a prop de la fàbrica el 1927. Un any després va a treballar a Tintes y Aprestos S.A. Minguell de Sants, i el 1930 a A. Cantí del Poble Nou, on s'estarà fins al 1939, fent feines d'embalatges, quan serà detinguda.
El 1931 va entrar a militar a Esquerra Republicana, el 1932 va néixer la Secció Femenina d'Esquerra Republicana, espai on va participar Goicoechea amb altres militants rellevants de l'època, com ara Antònia Abelló, Rosa Maria Arquimbau, Carme Ballester, Dolors Bargalló, Aurora Bertrana, Reis Bertral, Angelina Colubret, Enriqueta Gallinat, Maria Teresa Gibert, Montserrat Martínez, Anna Maria Martínez-Sagi, Pietat Mascorda, Anna Murià, Rosa Segarra, Elionor Vinyerta, etc.
És també aquest 1932 que Justa Goicoechea comença a militar activament al Centre d’Unió d’Esquerra Republicana del districte 3r de l’Hospitalet, a Santa Eulàlia, esdevenint un dels motors de la secció Feminal amb altres dones com Teresa Artal, Maria Badenes, Dolors Basomba, Maria Coca, Pepeta Enrich, Teresa Enrich, Rosa Estivill, Francesca Fandos, Pepeta Garcia, Empar Gelada, Neus López, Pura López, Roseta López, Antònia Nin, Neus Soler o Magda Veron.  Justa Goicoechea hi contribueix amb escrits a publicacions locals hospitalenques vinculades al partit com Fortitud i Llibertat.
Amb Esquerra Republicana de Catalunya va ser escollida regidora a les eleccions municipals del 1934. Va lluitar pel sufragi femení i per la incorporació de les seves companyes a la vida política.
Va ser l'única dona del seu partit que es va presentar com a candidata en les eleccions municipals de gener de 1934, en què van guanyar per majoria absoluta davant la candidatura de la Lliga. Justa Goicoechea fou la primera dona regidora a l'Hospitalet de Llobregat i la primera d'ERC que hagi estat documentada fins a l'actualitat.
Arran dels fets d'octubre de 1934, els ajuntaments catalans van ser dissolts i molts dels seus alcaldes i regidors empresonats. La normalitat tornà amb les legislatives del mes de febrer de 1936, en què la Generalitat és restablerta i amb ella els ajuntaments electes de tot el país. Justa va tornar a l'Ajuntament, on s'estigué fins al 31 d'octubre de 1936, quan, ja en plena guerra, es constitueixen nous ajuntaments per decret.   Va ser en aquesta nova etapa que Justa Goicoechea va assumir la cartera de Cultura, tot seguit va ser elegida presidenta de la Junta Directiva de la III Delegació del Patronat General de Beneficència de l’Hospitalet.
En acabar la Guerra Civil espanyola, fou denunciada per dues veïnes del barri que varen trobar intolerable que l'exregidora estigués en llibertat. Així va ser que la van acusar de presidir la secció femenina d’ERC al barri de Santa Eulàlia, de presidir una manifestació per dur flors a la tomba de Macià. Una altra veïna es va afegir a les delacions acusant-la de «gran perseguidora de mujeres de derechas», d’haver acomiadat de l’Ajuntament alguns treballadors de dretes i d’haver fet enderrocar la rectoria. Davant d’aquestes acusacions, el marit de Justa Goicoechea, Jaume Puerto, va presentar una aval de l'empresa on havia treballat de cosidora i un document amb les signatures d'altres veïns negant les imputacions. A l’hora del judici, cap dels testimonis es va fer enrere i varen ratificar la innocència de Goicoechea. Les acusacions eren molt febles, els mateixos fiscals ho reconeixien, però tot i això l’aparell repressor sempre tenia arguments:
«No se le puede atribuir una intervención directa en los desmanes cometidos en esta localidad por los rojos, durante el tiempo que fue componente del ayuntamiento, pero sí una responsabilidad efectiva por su apoyo y convivencia con los elementos que pudieran cometer tales delitos.»
Finalment fou condemnada a dotze anys de presó per la seva militància política i les acusacions que sobre ella van recaure.
Fou empresonada des del novembre de 1939 fins al març de 1942 a la presó de Dones de les Corts de Barcelona. En ser jutjada al cap de tres anys va ser absolta sense càrrecs, però restà en llibertat condicional i li va ser prohibit treballar fins al 1943, en què va tornar al sector tèxtil.
Està documentat que fins al desembre de 1948 havia de presentar-se mensualment a la Junta Local de Llibertat Vigilada de l'Hospitalet, fins que el desembre de 1948 és indultada. Així i tot, fins a finals de la dècada de 1960 se la continua controlant mitjançant visites periòdiques de la policia al seu domicili.
Ja jubilada l'any 1956, va limitar la seva activitat al Casal d'Avis de Santa Eulàlia, on era molt estimada i respectada. Morí al seu domicili del carrer de Pareto del barri de Santa Eulàlia el 23 de novembre de 1973.
Justa Goicoechea estava casada amb Jaume Puerto i van tenir una única filla, Mercè, nascuda l'11 de maig de 1919, que es va casar amb Jaume Artigas Boix, un artesà gravador de joieria amb qui va tenir un únic fill, Ramon Artigas.

## Recuperació de la memòria històrica
L'any 2009 la ciutat de l'Hospitalet li dedicà un carrer amb el seu nom al barri de Santa Eulàlia, prop de l’antiga fàbrica tèxtil de Can Trinxet.
L’abril de 2017, Esquerra Republicana de l’Hospitalet dona un nou impuls a la recuperació de la seva figura amb la creació del Memorial Justa Goicoechea. Aquesta iniciativa neix amb l’objectiu d’homenatjar i reconèixer la trajectòria de la militància hospitalenca més veterana, que amb la seva feina han pres el testimoni d’aquella memorable generació de l’etapa republicana.
El juny de 2017 el Parlament de Catalunya aprova per unanimitat la Llei de reparació de les víctimes del franquisme, una norma que declara il·legals els consells de guerra i anul·la els 63.961 judicis sumaríssims que tenen lloc a Catalunya de 1938 a 1978, entre els quals el de Justa Goicoechea. Es tracta d’una llei de caràcter simbòlic, que busca la justícia i la  reparació a través de la defensa de la veritat.